# Benvenuto della Volpaia
Benvenuto Della Volpaia (1486 – 1532) è stato un orologiaio italiano.
Orologiaio, costruttore di strumenti, eccellente meccanico e topografo, Benvenuto proseguì, insieme ai fratelli Eufrosino e Camillo, l'attività del padre Lorenzo. Nel 1524 progettò per la cittadella di Pisa un mulino per il grano e uno per macinare il carbone. Durante l'assedio di Firenze del 1529 costruì per gli assedianti un plastico della città e dei suoi dintorni.
Nel 1531 si trasferì a Roma, su invito del cardinale Giovanni Salviati. A Roma ottenne dal pontefice un appartamento sul cortile del Belvedere, dove ospitò Michelangelo, al quale fu legato da profonda amicizia. Annotazioni e disegni, preziosi per ricostruire la sua attività, sono raccolti in un taccuino manoscritto conservato presso la Biblioteca Marciana di Venezia.